# 天船增五
英仙座36，又名BD+45 778，HD 21770、SAO 38924、HR 1069，是英仙座的一颗恒星，视星等为5.31，位于銀經149.87，銀緯-8.22，其B1900.0坐标为赤經3h 25m 30.4s，赤緯+45° -8.22′ 5″。